# فورتزا موتوراسپورت ۴
فورزا موتور اسپورت ۴ (انگلیسی: Forza Motorsport 4) یک بازی ویدئویی در سبک شبیه‌سازی مسابقه است که توسط ترن ۱۰ استودیوز توسعه یافته و به‌وسیلهٔ استودیو مایکروسافت و در سال ۲۰۱۱ و در پلت‌فرم اکس‌باکس ۳۶۰ منتشر شده‌است. این بازی چهارمین قسمت از مجموعه بازی‌های فورزا، و دنبالهٔ فورزا موتور اسپورت ۳ (منتشرشده در سال ۲۰۰۹) به‌شمار می‌رود. این اولین عنوان در این سری محسوب می‌شد که از حسگر کینکت در کنار دسته‌های کنترل مرسوم اکس‌باکس ۳۶۰ پشتیبانی می‌کرد.